# Collège philosophique
Il Collège philosophique è stata un'associazione fondata nel 1946 da Jean Wahl e situata nel Quartiere Latino di Parigi.
Wahl avvertì l'esigenza di un'alternativa alla Sorbona (l'Università di Parigi) nella quale fosse possibile dare voce a discorsi non accademici. Il Collège philosophique divenne il luogo in cui gli intellettuali anticonformisti e i sedicenti tali erano tollerati e presi in considerazione.
Alcune letture di Wahl furono pubblicate nella Revue de métaphysique et de morale.
L'esperienza del Collège philosophique ispirò la nascita del Collège de filosofie, alla morte di Wahl, sopraggiunta nel 1974.
Il 4 marzo 1963 ospitò la conferenza da cui ebbe origine la frattura tra Jacques Derrida e Michel Foucault. Durante la conferenza Cogito and the History of Madness, Deridda criticò Foucault, il quale fu poi probabilmente indotto a scrivere Le parole e le cose (nel 1966) e L'archeologia del sapere (nel 1969).